# Infundíbulo cardíaco
Infundíbulo cardíaco ou cone arterial é uma formação cónica no ventrículo direito do coração, de cujo vértice nasce a artéria pulmonar.